# Les Humphries Singers
De Les Humphries Singers was een zanggroep die in de jaren 70 werd opgericht door de in Hamburg wonende Engelsman Les Humphries (10 augustus 1940 - 26 december 2007). Behalve door hun muzikale succes, viel de groep ook op door het grote aantal, uit verschillende landen afkomstige, zangers.

## Ontstaan

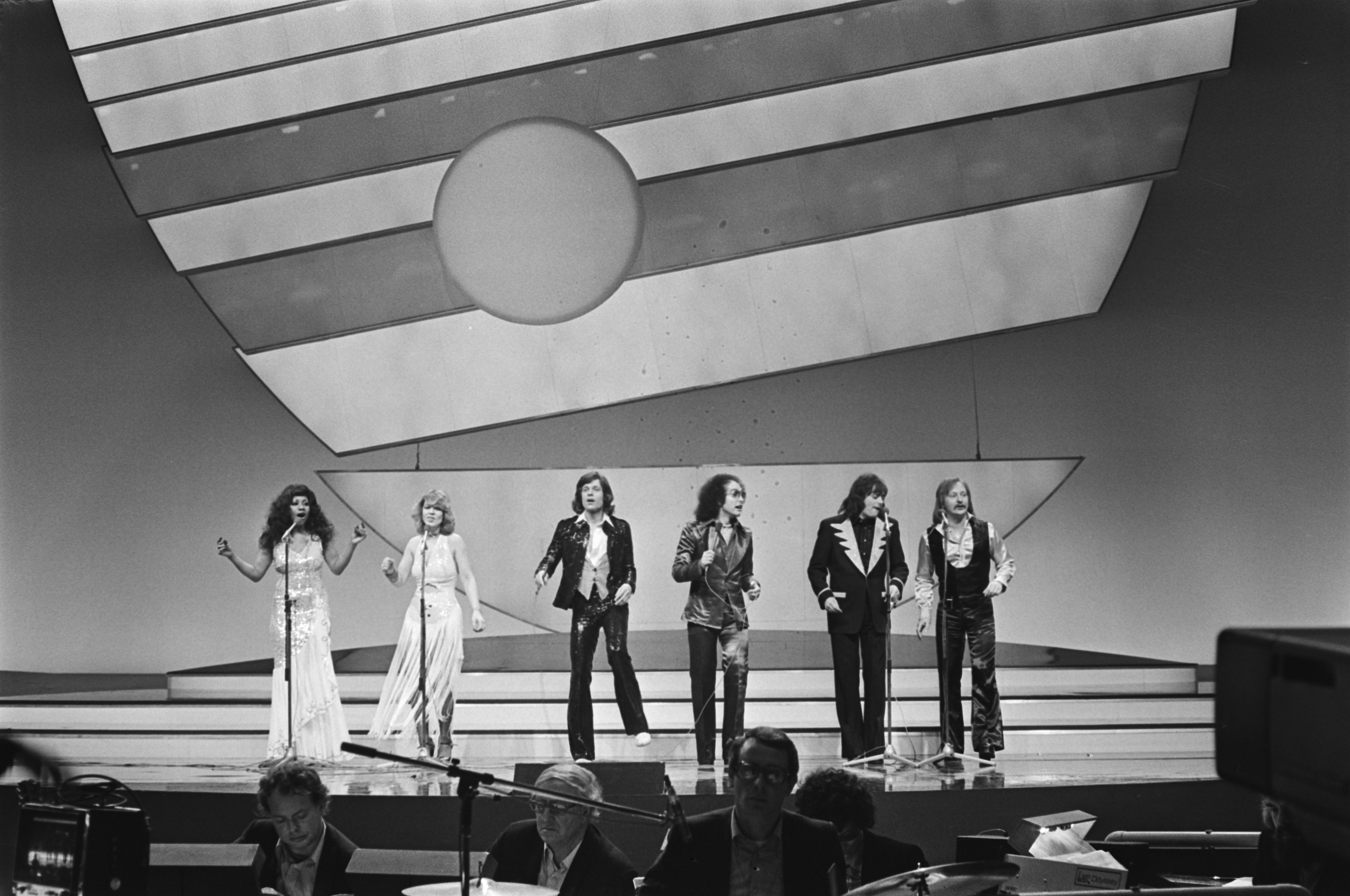
Les Humphries Singers tijdens het Eurovisiesongfestival 1976

Les Humphries speelde tijdens zijn militaire dienst in de militaire kapel. Toen hij 25 jaar was, verliet hij het leger en verhuisde hij eind jaren 60 naar Hamburg. Hier richtte hij zijn groep op.
De Les Humphries Singers brachten destijds invloeden uit de hippiebeweging in de hitlijsten. In 1976 vertegenwoordigden ze West-Duitsland bij het Eurovisiesongfestival met het door Ralph Siegel geschreven lied Sing sang song nadat ze de voorronde Ein Lied für Den Haag gewonnen hadden. Ze werden vijftiende van de achttien deelnemers. Andere hits, waarbij Humphries vaak teksten uit gospels gebruikte, waren duidelijk succesvoller en geven een goed beeld van het typische "jarenzeventiggeluid".
De groep scoorde in Nederland haar grootste hits met To my father's house en Mexico. Mexico heette oorspronkelijk Battle Of New Orleans, en was in de jaren 60 een country-hit voor Johnny Horton. Zowel To my father's house als Mexico stonden menig jaar genoteerd in de sinds december 1999 jaarlijkse NPO Radio 2 Top 2000 van de Nederlandse publieke radiozender NPO Radio 2. 
Mexico staat tevens in de lijst van succesvolste hits (gebaseerd op behaald aantal punten) in de Nederlandse Top 40,  Nationale Hitparade en de tussen 1 juni 1978 en 21 november 1985 op Hilversum 3 uitgezonden TROS Top 50.

## Leden
| Naam                                  | Van - tot                      | Land van herkomst   |
| ------------------------------------- | ------------------------------ | ------------------- |
| Les Humphries                         | 1969–1977 1991–1993            | Verenigd Koninkrijk |
| Jimmy Bilsbury                        | 1969–1977 1991–1993            | Verenigd Koninkrijk |
| Henner Hoier                          | 1969–1971                      | Duitsland           |
| Barbara Johnson                       | 1969 (studio)                  | Verenigde Staten    |
| Lil Walker                            | 1969 (studio) 1975 (tour)      | Verenigde Staten    |
| Dornée Edwards                        | 1970–1971                      | Jamaica             |
| Enry David-Fascher                    | 1970–1972 1991–1993            | Filipijnen          |
| Malcolm Magaron                       | 1970–1972 2014-heden           | Saint Lucia         |
| Peggy Evers-Hartig                    | 1970–1976 2007–2014            | Duitsland           |
| Heike Kloen-Evert ("Goldie")          | 1970–1971                      | Duitsland           |
| Tina Kemp-Werner                      | 1970–1974 2007–heden           | Zweden              |
| Liz Mitchell                          | 1970–1972                      | Jamaica             |
| Judy Archer                           | 1970–1976 2007–2014            | Trinidad en Tobago  |
| Victor Scott                          | 1970–1976 1991–1993 2014-heden | Trinidad en Tobago  |
| Jürgen Drews                          | 1971–1976 1991–1993 2007–2012  | Duitsland           |
| Christopher Yim                       | 1971–1976 1991–1993            | Zuid-Korea          |
| John Lawton                           | 1971–1976 1991–1993            | Verenigd Koninkrijk |
| Myrna David                           | 1971–1972                      | Filipijnen          |
| Barry St. John                        | 1972–1973                      | Verenigd Koninkrijk |
| Elvira Herbert ("Puppa")              | 1972–1975                      | Duitsland           |
| Earl Jordan                           | 1972–1976                      | Verenigde Staten    |
| Dave O’Brien                          | 1973–1976                      | Verenigd Koninkrijk |
| Linda Uebelherr                       | 1973–1974 2007–2010            | Duitsland           |
| Sheila McKinlay                       | 1973–1975 1991–1993            | Verenigd Koninkrijk |
| Claudia Schwarz                       | 1974–1976                      | Oostenrijk          |
| Don Adams                             | 1974–1975                      | Verenigd Koninkrijk |
| Emily Woods-Jensen                    | 1974–1976 1991–1993            | Verenigde Staten    |
| Gail Stevens                          | 1974                           | Verenigde Staten    |
| Mathilde Verhaar (toen Maddy Verhaar) | 1975–1978                      | Nederland           |
| Barbara Sexton                        | 1991–1993                      | Verenigd Koninkrijk |
| Gabi Stephanus                        | 1991–1993                      | Duitsland           |
| Milena Mitrovic                       | 1991–1993                      | Servië              |
| Chris Dakota                          | 2007–2010                      | Duitsland           |
| David Tobin                           | 2007–2009                      | Verenigde Staten    |
| Jay Jay van Hagen                     | 2007–2013                      | Duitsland           |
| Willi Meyer                           | 2007–2009                      | Duitsland           |
| Ivonne Ballinas                       | 2009–heden                     | Mexico              |
| Chele Aguilera                        | 2009–heden                     | Spanje              |
| Marvin Broadie                        | 2010–heden                     | Verenigde Staten    |
| Ricky Berger (Riko)                   | 2012–2013                      | Oostenrijk          |
| Antoinette Kruger                     | 2013–heden                     | Zuid-Afrika         |
| Sascha Kramer                         | 2013–2015                      | Duitsland           |
| Patrick Simons                        | 2014–2015                      | Duitsland           |
| Monica Green                          | 2015–heden                     | Verenigde Staten    |

## Solo
Leden van de groep begonnen later ook succesvolle solocarrières, met name in Duitsland. Enkele leden van de groep waren Jürgen Drews en Linda Übelherr (Silver Convention). Liz Mitchell en John Lawton behaalden later succes in respectievelijk Boney M. en Uriah Heep.

## Trivia
- Aan het eind van de jaren zeventig werden de Les Humphries Singers opgeheven. Les Humphries had belastingschuld in Duitsland en vertrok naar Engeland;
- De begintune van de Duitse politieserie Derrick is ook van de hand van Les Humphries;
- Les Humphries overleed op 2e kerstdag 2007 aan een longontsteking. Dit werd echter pas in maart van het volgende jaar bekend, toen het Duitse blad Bild erover publiceerde.

## Discografie

### Singles
| Single met eventuele hitnotering(en) in de Nederlandse Top 40 | Datum van verschijnen | Datum van binnenkomst | Hoogste positie | Aantal weken | Opmerkingen                           |
| ------------------------------------------------------------- | --------------------- | --------------------- | --------------- | ------------ | ------------------------------------- |
| To my father's house                                          |                       | 26-9-1970             | 1               | 18           | Alarmschijf; #1 in de Single Top 100  |
| (We'll fly you to the) Promised land                          |                       | 6-3-1971              | 20              | 4            | #26 in de Single Top 100              |
| We are going down Jordan                                      |                       | 20-11-1971            | 12              | 8            | #9 in de Single Top 100               |
| Old man Moses                                                 |                       | 15-4-1972             | 18              | 5            | #17 in de Single Top 100              |
| Mexico                                                        |                       | 16-9-1972             | 2               | 14           | #2 in de Single Top 100               |
| Mama Loo                                                      |                       | 17-2-1973             | 11              | 8            | Alarmschijf; #12 in de Single Top 100 |
| Kansas City                                                   | 26-1-1974             |                       | tip             |              |                                       |
| Mexico                                                        |                       | 3-10-1981             | 9               | 8            | #8 in de Single Top 100               |

### Albums
- 1972 #8 Mexico

### NPO Radio 2 Top 2000
| Nummers met noteringen in de NPO Radio 2 Top 2000 | '99  | '00  | '01  | '02  | '03  | '04  | '05  | '06  | '07  | '08  | '09  | '10  |
| ------------------------------------------------- | ---- | ---- | ---- | ---- | ---- | ---- | ---- | ---- | ---- | ---- | ---- | ---- |
| Mexico                                            | 1658 | 1338 | 1169 | 1165 | 1103 | 1332 | 1313 | 1766 | 1717 | 1488 | -    | -    |
| To My Father's House                              | 1786 | 1476 | 822  | 1210 | 698  | 1187 | 1209 | 1390 | 1766 | 1257 | 1713 | 1987 |

1. ↑  Een '-' betekent dat het nummer niet was genoteerd en een vetgedrukt getal geeft de hoogste notering van een nummer aan.
2. ↑  Deze tabel is bijgewerkt tot en met de laatste editie (2024).

1956: Freddy Quinn + Walter Andreas Schwarz · 
1957: Margot Hielscher · 
1958: Margot Hielscher · 
1959: Alice & Ellen Kessler · 
1960: Wyn Hoop · 
1961: Lale Andersen · 
1962: Conny Froboess · 
1963: Heidi Brühl · 
1964: Nora Nova · 
1965: Ulla Wiesner · 
1966: Margot Eskens · 
1967: Inge Brück · 
1968: Wenche Myhre · 
1969: Siw Malmkvist · 
1970: Katja Ebstein · 
1971: Katja Ebstein · 
1972: Mary Roos · 
1973: Gitte · 
1974: Cindy & Bert · 
1975: Joy Fleming · 
1976: Les Humphries Singers · 
1977: Silver Convention · 
1978: Ireen Sheer · 
1979: Dschinghis Khan · 
1980: Katja Ebstein · 
1981: Lena Valaitis · 
1982: Nicole · 
1983: Hoffmann & Hoffmann · 
1984: Mary Roos · 
1985: Wind · 
1986: Ingrid Peters · 
1987: Wind · 
1988: Maxi & Chris Garden · 
1989: Nino de Angelo · 
1990: Chris Kempers & Daniel Kovac · 
1991: Atlantis 2000 · 
1992: Wind · 
1993: Münchener Freiheit · 
1994: Mekado · 
1995: Stone & Stone · 
1997: Bianca Shomburg · 
1998: Guildo Horn & Die Orthopädischen Strümpfe · 
1999: Sürpriz · 
2000: Stefan Raab · 
2001: Michelle · 
2002: Corinna May · 
2003: Lou · 
2004: Max · 
2005: Gracia · 
2006: Texas Lightning · 
2007: Roger Cicero · 
2008: No Angels · 
2009: Alex Swings Oscar Sings · 
2010: Lena Meyer-Landrut · 
2011: Lena Meyer-Landrut · 
2012: Roman Lob · 
2013: Cascada · 
2014: Elaiza · 
2015: Ann Sophie · 
2016: Jamie-Lee Kriewitz · 
2017: Levina · 
2018: Michael Schulte · 
2019: S!sters · 
2021: Jendrik Sigwart · 
2022: Malik Harris · 
2023: Lord of the Lost · 
2024: Isaak · 
2025: Abor & Tynna